# Hexatoma (Eriocera) aterrima
Hexatoma (Eriocera) aterrima is een tweevleugelige uit de familie steltmuggen (Limoniidae). De soort komt voor in het Oriëntaals gebied.